# Wauters Point
Wauters Point är en udde i Antarktis. Den ligger i Västantarktis. Argentina, Chile och Storbritannien gör anspråk på området.
Terrängen inåt land är kuperad åt sydväst, men åt nordost är den platt. Havet är nära Wauters Point norrut. Trakten är obefolkad. Det finns inga samhällen i närheten. 